# Tabanus fuscicornis
Tabanus fuscicornis är en tvåvingeart som beskrevs av Ricardo 1911. Tabanus fuscicornis ingår i släktet Tabanus och familjen bromsar.
Artens utbredningsområde är Taiwan. Inga underarter finns listade i Catalogue of Life.